# Мавзолей Скандербега

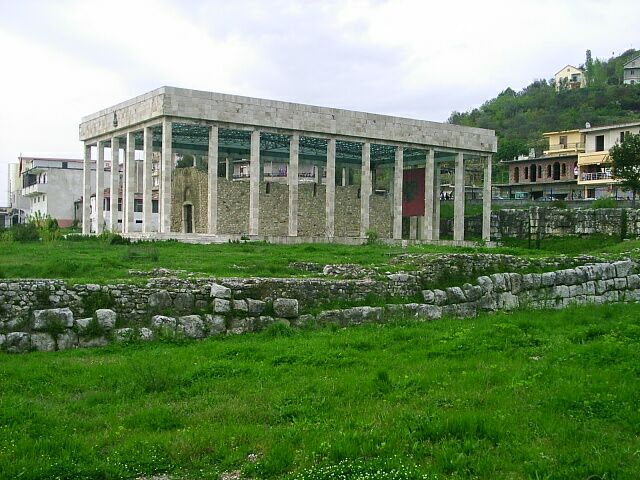
Руїни мечеті Селіма всередині мавзолею

Мавзолей Скандербега — музейний комплекс навколо руїн мечеті Селіма (алб. Xhamia е Selimies), історичної мечеті, побудованої на місці церкви Святого Миколая, де був похований національний герой Албанії Скандербег. Знаходиться в Лежі.

## Історія
Названа на честь османського султана Селіма I. Побудована на руїнах церкви Святого Миколая, від якої в даний час збереглися апсида, три вікна, вхідна арка, відновлені фрески та внутрішнє оздоблення.
У 1444 в цій церкві засновано «Лезьку лігу» — об'єднання албанських князів для боротьби проти османських завойовників. Тут же було поховано її ватажка Скандербега. Втрата, завдана їм Османської імперії, була такою, що, коли османи знайшли його могилу в церкві, то відкрили її і зробили амулети з кісток, вважаючи, що це надасть хоробрість власнику.
Від мечеті до теперішнього часу дійшли залишки дикки, міхраба та руїни великого мінарета. Сама церква була перебудована османами на новому місці як жест терпимості стосовно християн.
Храм збудований у XIV столітті.
У XV столітті набув статусу кафедрального собору.
Як мечеть діяв з XVII по XVIII століття. Будівля була базиліку довжиною 17 м і шириною 8 м.
Мечеть була однією з останніх середньовічних споруд у Лежі і втрачена під час диктатури Енвера Ходжі, який знищив усі мечеті у місті. Мінарет мечеті знесено, купол зруйновано. Навколо мечеті побудовано мавзолей Скандербега, відкриття якого відбулося 23 вересня 1981.
В експозиції мавзолею представлені репліки меча та шоломи Скандербега та його бюст. Позаду погруддя вивішений прапор Албанії, який веде походження від герба Скандербега.